# プルタルコ・エリアス・カリェス
プルタルコ・エリアス・カリェス（スペイン語: Plutarco Elías Calles, 1877年9月25日 - 1945年10月19日）はメキシコの政治家、軍人、大統領。退任後も革命の最高指導者（Jefe Máximo）として1936年まで傀儡の大統領を立ててメキシコを支配した。

## 生涯
エリアス・カリェスは1877年にソノラ州グアイマスで生まれ、エルモシージョで育った。ソノラ州北部の歴史ある農業畜産業の家の出で、父のプルタルコ・エリアス・ルセロは法律家、母親はマリア・ヘスス・カンプサノといった。本来の名前はフランシスコ・プルタルコ・エリアス・カンプサノであった。母が早く没し、父が育児を放棄したため、叔母夫妻に育てられた。「カリェス」の姓は育ての父であるフアン・バウティスタ・カリェスから取られた。
エリアス・カリェスは教育・農業・実業にたずさわっていたが、メキシコ革命が発生するとソノラ州の多くの人々と同様にフランシスコ・マデロの支持にまわった。ビクトリアーノ・ウエルタのクーデターによってマデロ政権が倒されると、エリアス・カリェスはソノラ州北部で反ウエルタの抵抗運動を率い、その後の内戦ではベヌスティアーノ・カランサの側につき、パンチョ・ビリャ派と戦った。
1915年にソノラ州の臨時知事（1917年に正式の知事）に任命された。このとき最低賃金を定め、教育を改革し、カトリック聖職者をソノラ州から追放し、アルコール飲料の生産者を処罰するなどの改革を行ったが、その政策は議論の分かれるものだった。軍事的にはヤキ族の反乱を鎮圧した。
カランサ大統領の下で1919年に産業・貿易・労働大臣の職をつとめたが、短期間で辞職し、同じソノラ州のアルバロ・オブレゴンを支持するようになった。1920年4月にアグア・プリエタ綱領 (Plan of Agua Prieta) を発表し、カランサ政権の打倒を呼びかけた。
1920年5月にカランサが殺害され、ソノラ州のアドルフォ・デ・ラ・ウエルタが臨時大統領に就任すると、エリアス・カリェスは国防相に任命された。同年オブレゴンが大統領に就任すると、その内務相に就任した。1923年にデ・ラ・ウエルタがオブレゴン政権に対して反乱を起こすと、エリアス・カリェスは反乱を鎮圧するために戦った。

### 大統領
1924年7月の大統領選挙 (1924 Mexican general election) にエリアス・カリェスは立候補して勝利し、12月にオブレゴンの次の大統領に就任した。エリアス・カリェスはメキシコ史上はじめてラジオで選挙運動を行った人物だった。
1925年12月には憲法27条にもとづいて外国人がメキシコの土地を所有することに制約を設け、石油産業に制約を設けた。このためアメリカ合衆国からは共産主義者、ボリシェヴィキだと批判され、両国の対立を招いた。内政では公教育の整備、中央銀行の創立、軍隊の職業専門化など多くの改革をこころみた。彼は民法を改正して男女が法的に同じ権利を持つようにした。
エヒードについては、オブレゴン政権の倍以上にあたる3,088,071ヘクタールを302,432世帯に分配したが、土地の分配だけでは不足であり、農業機械、灌漑施設、農薬、技術教育などの支援が必要と考えていた。
彼は反カトリック的であり、メキシコ憲法の反カトリック主義的な条文（3条、5条、27条、130条）を実現するため、ソノラ州知事時代と同様にカトリック聖職者をメキシコ社会から放逐しようとした。これによって1926年から1929年にかけてメキシコ西部および中央メキシコでクリステロ戦争が引き起こされた（後にカトリック教会は犠牲者25人を列聖した）。
ユルゲン・ブーヘナウ (de:Jürgen Buchenau) によると、エリアス・カリェス自身はスピリティズムの信奉者だった。またマシュー・バトラーによると、エリアス・カリェス政権の閣僚にはフリーメイソンが多く、メキシコにおいてフリーメイソンは反聖職者運動において主要な役割を果たしたという。
エリアス・カリェスは連続でなければ大統領の再選を認めるように憲法13条と82条を改正した。これはオブレゴンの再選を認めさせるためだったが、1928年に再選されたオブレゴンは就任前に暗殺されてしまった。権力の空白からふたたびメキシコが内戦に陥ることを防ぐため、エリアス・カリェスは1929年に政権党である国民革命党(PNR, 制度的革命党の前身)を創設した。

### 影の権力者
1929年から1935年までの間、エリアス・カリェスは後継の傀儡大統領を次々と挿げ替え、政界の黒幕としてメキシコを支配し続けた。エリアス・カリェスは革命の「ヘフェ・マクシモ」(Jefe Máximo, 最高司令官)と呼ばれるようになり、この時代はマクシマート (Maximato) と呼ばれる。
1928年7月にオブレゴンが殺された後、エミリオ・ポルテス・ヒルが臨時大統領に就任した。1929年の大統領選挙で国民革命党のパスクアル・オルティス・ルビオが選出されて1930年に大統領に就任したが、エリアス・カリェスが実権を持ち続けることにに彼が批判的になると辞任されられて1932年にアベラルド・ロドリゲスが大統領につけられた。1934年の選挙 (1934 Mexican general election) でふたたびエリアス・カリェスの支持する国民革命党のラサロ・カルデナスが当選した。
カルデナスはエリアス・カリェスがソノラ州でパンチョ・ビリャ派と戦っていたころからの配下だったが、翌1935年6月にエリアス・カリェスがカルデナスの左派的な政治を批判すると、カルデナスを擁護する労働団体などの大規模な運動が起きた。エリアス・カリェスは1936年4月にアメリカ合衆国に亡命し、サンディエゴに住んでカルデナス政権に敵対した。
1944年、マヌエル・アビラ・カマチョの招きに応じてメキシコに帰国した。1945年にメキシコシティで死去し、ドロレスのパンテオン (Panteón de Dolores) に埋葬された。1969年11月に革命記念塔に遺体が移された。